# Cardamine nasturtioides
Cardamine nasturtioides är en korsblommig växtart som beskrevs av David Don. Cardamine nasturtioides ingår i släktet bräsmor, och familjen korsblommiga växter. Inga underarter finns listade i Catalogue of Life.